# United States Department of the Treasury
Het United States Department of the Treasury is het ministerie van Financiën van de Verenigde Staten. Het werd op 2 september 1789 bij wet opgericht door het Amerikaanse Congres, dat enkele maanden daarvoor was opgericht. Het doel van het ministerie is het beheren van de financiën van de Amerikaanse regering. Sinds 28 januari 2025 is Scott Bessent de minister van Financiën in het kabinet-Trump II. Onder het ministerie vallen onder meer het Alcohol and Tobacco Tax and Trade Bureau (voor o.m. de accijnzen op alcohol en tabak) en de Internal Revenue Service (de federale belastingdienst).

## Office of Foreign Assets Control
Het Office of Foreign Assets Control (OFAC) is het financieel inlichtingen- en handhavingsagentschap van het Amerikaanse ministerie van Financiën. Het beheert en handhaaft economische en handelssancties ter ondersteuning van de Amerikaanse doelstellingen op het gebied van nationale veiligheid en buitenlands beleid. In het kader van presidentiële nationale noodbevoegdheden voert OFAC zijn activiteiten uit tegen buitenlandse staten en een verscheidenheid aan andere organisaties en personen, zoals terroristische groeperingen, die een bedreiging zouden vormen voor de Amerikaanse nationale veiligheid.